# Ильинское (озеро, Вытегорский район)
Ильинское — пресноводное озеро на территории Алмозерского сельского поселения Вытегорского района Вологодской области.

## Физико-географическая характеристика
Площадь озера — 0,6 км². Располагается на высоте ниже 136 метров над уровнем моря.
Форма озера лопастная, продолговатая: оно почти на полтора километра вытянуто с севера на юг. Берега изрезанные, преимущественно заболоченные.
Из южной оконечности озера вытекает безымянная протока, впадающая с правого берега в реку Илексу, которая, в свою очередь, впадает в озеро Матенжское. Из последнего берёт начало река Тагажма, являющаяся притоком реки Вытегры, впадающей в Онежское озеро.
На восточном берегу Ильинского расположена деревня Старцево, чуть юго-восточнее — деревня Великий Двор. К обеим подходит просёлочная дорога.
Код объекта в государственном водном реестре — 01040100511102000019914.